# Charta
Charta là một khu tự quản thuộc tỉnh Santander, Colombia. Thủ phủ của khu tự quản Charta đóng tại Charta Khu tự quản Charta có diện tích 125 ki lô mét vuông. Đến thời điểm ngày 28 tháng 5 năm 2005, khu tự quản Charta có dân số 3235 người.